# Lankavatara

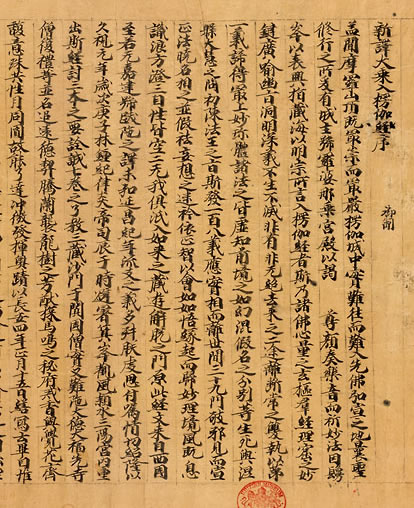
Strona z chińskiego tłumaczenia sutry Lankavatary

Lankavatara Sutra (skt लंकावतारसूत्र Lankāvatāra sūtra; chiń.: (入)楞伽經, (ru)lengqie jing, pinyin (rùl)éngqié jīng; kor. (입)릉가경 (im)nŭngga kyŏng; jap. (nyū)ryōga-kyō; wiet. (Nhập) Lăng-già kinh) – jest jedną z najważniejszych sutr buddyzmu mahajany i wadżrajany. Zgodnie z tradycją, zawiera słowa Buddy po jego dotarciu na wyspę Lanka (demonów) (później nazywaną Cejlonem, a obecnie Sri Lanką). Sutra ta rozpowszechniła się w buddyjskich tradycjach Chin, Tybetu i Japonii. Jest filarem chińskiego chanu, koreańskiego sŏnu i japońskiego zenu. Często znana pod skróconą nazwą Lanka.

## Budowa
Sutra ta składa się z 9 rozdziałów. Pierwszy, zatytułowany dwojako Zaproszenie Rāvany lub Rāvana pyta o nauki, jest najważniejszy i dotyczy doświadczenia religijnego, a pozostałe mają formę dyskursywną. Proza przedzielana jest częściami wierszowanymi, a jeden z rozdziałów (dodatkowy) jest cały napisany wierszem. Najpóźniejszym dodatkiem są dwa rozdziały: O jedzeniu mięsa i o Dhāranā. Sutra jest amorficzna, co jest typowe dla sutr Surāngamā. Wyrażenie idei jest bardzo niesystematyczne i czasem nieprecyzyjne. Nawet odpowiedzi Buddy są także czasem nieprecyzyjne i wieloznaczne. Na przykład fraza
utpādapadam anutpādapadam
może być rozumiana na dwa sposoby:
- Termin dla powstawania nie jest terminem dla powstawania
- Termin dla powstawania jest terminem dla niepowstawania

co można zapisać symbolicznie, gdy T oznacza termin a S to, co jest oznaczane
- T jest S

~T jest S
- T jest S

T jest ~S
co pociąga za sobą dalsze rozważania.

## Historia
Sutra ta była znana w Chinach prawdopodobnie już w I wieku n.e., chociaż nie była jeszcze przetłumaczona. Jednak część badaczy uważa, że została ona zestawiona ostatecznie dopiero w ok. IV wieku, co podważa jej istnienie już w pierwszym wieku. Chociaż może oznaczać, że pewne jej elementy mogły istnieć wcześniej. Przetłumaczenie sutry na język chiński w połowie V wieku świadczy, że sutra w ostatecznej sanskryckiej formie musiała istnieć przynajmniej wiek wcześniej.
Do dziś przetrwały trzy dawne przekłady na język chiński, czwarty zaginął:
- pierwszy przekład dokonany został przez Gunabhadrę w 443 r. i liczył 4 woluminy. Lenggie ebaduoluo bao jing. K 159, T 670[3]
- drugi przekład dokonany został przez Bodhiruciego w 513 r. i liczył 10 woluminów. Rulengjie jing. K 160, T 671
- trzeci przekład dokonany został przez Śikszanandę w 700 r. w 7 woluminach. Dacheng rulengqie jing. K 161, T 672

W 1932 r. ukazało się tłumaczenie sutry na język angielski dokonane przez D.T. Suzukiego.
Sutra ta szczególnie była ceniona przez Bodhidharmę, gdyż zawierała pewne podstawowe zasady chan; poruszała naturę oświecenia Buddy, urzeczywistnienie najwyższej prawdy (swapratjatmagati, skt. svapratyatmagati), doktrynę tylko umysł oraz pojęcia tathagatagarbhy i alajawidżniany (świadomości magazynującej; skt ālayavijñāna).
Tekst tej sutry został przekazany przez Bodhidharmę Drugiemu Patriarsze chan Huikemu.
Popularność tego tekstu nie trwała w Chinach zbyt długo, gdyż był on zbyt hinduski dla chińskiej umysłowości, która była zdecydowanie bardziej praktyczna niż filozoficzna.

## Filozofia
Tekst tej sutry jest dość niesystematycznym i amorficznym ciągiem zapisów dotyczących filozofii o istocie umysłu. Z tych względów ze sposobu dość zwięzłego wyrażenia idei jest ona bardzo trudna. Ideologicznie sutra ta kontynuuje nauki Sutry Lotosu, chociaż metodologicznie jest zbliżona do Sutry Diamentowej.
Najważniejszą myślą sutry Lankavatara jest prymat świadomości (doktryna ta określana jest często hasłem "tylko umysł"), który oznacza że jedyną absolutną rzeczywistością jest świadomość. Według tych nauk wszystkie zjawiska są manifestacją umysłu, a przeświadczenie o ich niezależnej obiektywnej egzystencji jest iluzją, przyczyną cierpienia i krążenia istot w samsarze.
| Język, Mahamati, nie jest Ostateczną Prawdą; to, co można osiągnąć dzięki językowi nie jest ostateczną prawdą. Dlaczego? Za pośrednictwem mowy można wkroczyć w prawdę, ale same słowa nie są prawdą. Prawda to samourzeczywistnienie doświadczane wewnętrznie przez mądrych ludzi dzięki niedualnemu wglądowi i nie należy do sfery słów, dualizmu czy intelektu. (...) Świat nie jest niczym innym jak Umysłem. (...) Wszystko jest Umysłem. |

Dlatego sutra ta związana była ze szkołą Tylko Umysł czyli jogaczarą. Nauki te wyrażone są w pierwszym rozdziale sutry i stąd jest on uważany za najważniejszy [Budda wygłasza te nauki Rawanie (skt Rāvana) na górze Malaja (skt Malaya)]. Tathagatagarbha, czyli istota lub natura Buddy jest tu utożsamiony z podstawową, czyli najniższą warstwą świadomości. Równocześnie jednak sutra ta wyprowadza niebezpieczny wniosek, który stał się jednym z elementów pomagających podkopać fundamenty buddyzmu w Indiach. Stwierdza mianowicie, że tak jak ręka może być nazwana hasta, kara czy pāni, a ciało tanu, dema czy śarīra, tak samo Tathagata (skt Tathāgata) przychodzi dostępny wysłuchaniu przez ludzi ignorantów (...) pod wieloma imionami liczącymi sto tysięcy razy trzy asamkhyeya, dzięki czemu oni zwracają się do niego, nie wiedząc, że są to imiona Tathagaty. A więc nawet imiona różnych niebuddyjskich bóstw takich jak Brahma, Wisznu czy Śiwa w równym stopniu jak liczne buddyjskie i niebuddyjskie określenia Rzeczywistości, takie jak nirwana, wieczność, pustka, dharmadhatu, bezkształt itd. – wszystkie oznaczają Tathagatę.
Rozdział drugi sutry rozpoczyna się serią pytań; tradycyjnie uważa się, że jest ich 108, jednak w rzeczywistości jest ich więcej. Dotyczą one 122 tematów, na które odpowiada Budda. W większości tematy te były już dyskutowane w Abhidharma Pitaka lub w bardziej usystematyzowanej formie w pracach Asangi, jednego z głównych przedstawicieli szkoły jogaczary.
Sutra Lankavatara, podkreśla również inną ważną dla buddyzmu mahāyāna naukę na temat trzech stanów buddy (dosłownie "trzech ciał buddy"), poszerzając pojęcie "Buddy", używane we wczesnym buddyzmie jedynie jako określenie historycznego Buddy Siakjamuniego. W rezultacie są to trzy poziomy na których manifestuje się oświecenie:
- skt. Nirmanakaya (pol. Stan wypromieniowania) – ciało, w którym odradzają się oświecone istoty – bodhisattwowie, między innymi Budda Siddharta Gautama
- skt. Dharmakaya (pol. Stan prawdy) – absolutna prawda, przejrzyste światło umysłu, to samo które rozpoznał historyczny Budda, i które jest najgłębszą naturą każdej istoty
- skt. Sambhogakaya (pol. Stan błogości) – symbolicznie przedstawione formy buddów, o różnych kolorach, pozycjach i atrybutach, dzięki którym możliwe jest nawiązanie związku z własną naturą buddy. Są wyrażeniem się potencjału i bogactwa oświecenia w wymiarze energii i symboliki.

Sutra ta wprowadziła także hierarchiczny trzystopniowy podział wiedzy:
- wiedza światowa (skt laukika)
- wiedza ponad- czy supernormalna (skt lokottara)
- wiedza transcendentalna (skt lokottaratama).

Chociaż ten trzystopniowy podział pojawia się już w Sutrze Lotosu, to ostatni człon jest tu nieco inaczej zdefiniowany. Wiedza ta jest tworzona przez sprawdzanie, badanie niewyobrażalności czy też bezpostaciowości dharm (skt. nirābhāsa-dharmapravicaya), postrzeganie niezanikania i niepowstawania (skt anirodhānutpādadarśana) i urzeczywistnienia niesubstancjalności na etapie Tathagaty (skt tathāgatabhūminairātmyādhigama). Dwa terminy: bezpostaciowość (nirābhāsa) i stan, etap Tathagaty wyróżniają tę sutrę od innych stworzonych do tej pory. Pierwszy termin lokuje Lankę w krańcowej czy też absolutnej formie idealizmu, przez wyeliminowanie każdej formy rozróżniania podmiotu od przedmiotu.
| I ponownie, Mahamati, co oznacza niedwoistość? Znaczy to, Mahamati, że światło i cień, długie i krótkie, czarne i białe są pojęciami względnymi, a nie od siebie niezależnymi; tak jak to jest z [absolutną] Nirwaną i [względną] Samsarą, wszystkie rzeczy to nie dwa. Nie ma Nirwany tam, gdzie nie ma Samsary; nie ma Samsary tam, gdzie nie ma Nirwany, albowiem stan istnienia nie ma cechy wzajemnej wyłączności. Dlatego mówi się, że wszystkie rzeczy są niedwoiste. |

Budda z Lankavatary zauważa, iż to pojęcie może spowodować negatywne poglądy i odpowiada pytającemu bodhisattwie Mahāmatiemu
| Mahāmati, są filozofowie, którzy są przywiązani do negatywizmu, według których filozoficzny pogląd o nieistnieniu rogów królika jest potwierdzany przez akty rozróżniającego intelektu, który twierdzi, że własna natura rzeczy zanika ze zniszczeniem ich przyczyny, i oni mówią, że wszystkie rzeczy nie istnieją tak jak róg królika. |

Znaczyłoby to, że teoria nirābhasy może spowodować, iż dwie natury (skt svabhāva), którymi zajmuje się ta sutra, czyli wyobrażona (skt parikalpita) i względna (skt paratantra) nawzajem siebie niwelują, pozostawiając to całkowicie negatywne odczucie. Jeśli prześledzimy siedem rodzajów pustki, to zobaczymy, że jedna z nich (skt itaretara-śūnyatā) jest pustką względności czy obustronności.
Według Lankawatary jedynym wyjściem z tego negatywizmu jest koncepcja stanu czy etapu Tathagaty (skt tathāgatabhūmi). Jest to stan, w którym istnieje pozytywna treść, która, w tym samym czasie, jest także całkowicie wolna od jakichkolwiek form rozróżniania, konceptualizacji lub procesów myślowych. Jest to stan zaprzestania, zatrzymania czy lepiej wygaśnięcia (skt nirodha-samāpatti), czyli ostatni, najwyższy stan medytacyjny (skt dhyāna). We wczesnym buddyzmie był on określany jako wygaśnięcie postrzegania i tego, co jest odczuwane (pali saññāvedayitanirodha). Czyli przeżycie przyjemności czy nawet ekstazy towarzyszące temu stanowi, mogło wydarzyć się dopiero po wyjściu z tego stanu (gdyż likwiduje on wszelkie odczucia). W sutrze stan ten nazwany jest dhjaną Tathagaty (skt tathāgata dhyāna). To, co wczesny buddyzm postrzegał jako pozarozumowy stan uniesienia czy ekstazy, teraz jest stanem Tathagaty lub łonem czy dokładniej – macicą Tathagaty (skt tathāgatagarbha). Jest to etap ostatecznego doświadczenia całkowicie wolnego od rozróżniania (skt nirvikalpa) i bezpostaciowości (skt nirābhāsa) i dlatego jest nazywany nirvikalpaka samādhi. Jest to najwyższy stan dostępny praktykującemu jogaczarinowi (skt yogācārin).

## Psychologia
Odpowiedzialność spowodowana odrzuceniem przez Lankę ważności wszelkich pojęć wymusiła zajęcie się problemem powstawania tych pojęć.
Trzeba tu zacząć od tego, co Lanka uważa, iż trzeba osiągnąć aby praktykujący jogin stał się wielkim joginem (skt mahāyogin):
- 1. Praktykowanie czy uprawianie idei, że to, co widzialne (skt dṛṣya) jest czyimś własnym umysłem (skr svacitta)
- 2. Rezygnacja z poglądów związanych z powstawaniem, utrzymywaniem i zanikaniem
- 3. Rozumienie nieistnienia zewnętrznych bytów
- 4. Całkowite zrozumienie, że urzeczywistnienie szlachetnej mądrości odbywa się w czyimś własnym ja (własnej naturze).

Trzy pierwsze stopnie prowadzą do urzeczywistnienia wspomnianego w czwartym punkcie. Pierwszy punkt wynika ze stałego buddyjskiego sceptycyzmu odnośnie do zmysłowego doświadczenia, które jest zawsze zniekształcone. Te wątpliwości prowadzą do porównywania go z doświadczeniem snu, z chorobą oczu, z rogiem królika itd. Jedną z przyczyn tego sceptycyzmu wobec postrzegania przedmiotów była jego niestabilność. Nawet najbardziej oświeceni filozofowie przyjmowali, że jeśli coś jest naprawdę rzeczywiste czy prawdziwe, to musi być takie zawsze. Konkluzja, że przedmiot postrzegania jest po prostu doświadczającym umysłem prowadzi do punktu drugiego. Powstawanie, trwanie i zanikanie (ustawanie) są aktami umysłu a nie tworzone przez żadne zewnętrzne zdarzenie. To prowadzi do trzeciej konkluzji, że świat przedmiotowy jest nierzeczywisty. Po przejściu tych trzech stopni jogin jest w skarbnicy najwyższego doświadczenia, które jest kilkakrotnie w sutrze określane jako urzeczywistnienie szlachetnej mądrości w swoim własnym ja (skt svapratyātmāryajñānādhigama). I to urzeczywistnie może nastąpić natychmiastowo. Czyli Lanka potwierdza zarówno stopniowy (skt krama) jak i natychmiastowy (skt yugapad) sposób oświecenia.
Ta epistemologiczna podstawa wynika z podkreślenia idealistycznej psychologii. Tradycyjna buddyjska psychologia traktowała umysł (mano) jako pięć tzw. narządów zmysłów (zobacz: ajatana) (skt indriya) z ich przedmiotami i świadomościami (skt vijñāna); szóstą świadomością jest świadomość umysłowa (skt manovijñāna) odpowiadająca za kontakt pomiędzy umysłem a pojęciem (skt dharma). Idealistyczna Lankawatara podnosi mano – umysł – do rangi siódmego elementu i całość uważa za formy świadomości. Ponieważ przez metafizyków były uważane za chwilowe (zobacz: Kśanikawada) konieczna była forma świadomości, która związana byłaby z trwałością. Tym rozwiązaniem stało się pojęcie ālaya, pierwotnie używane przez Buddę, gdy poruszał problem przywiązań. Teraz ta ālaya-vijñāna stała się ósmą formą świadomości.
Według wczesnych buddyjskich spekulacji psychologicznych umysł (mano) gra aktywną rolę w tworzeniu nie tylko pojęcia stałego ego, ale także i zewnętrznych obiektów a świadomość umysłowa (pali manoviññāna) jest tylko tworem umysłu i pojęć. Dlatego usiłowano umysł powściągnąć, pohamować. Jednak z perspektywy Sutry Lankavatary umysł (skt manas) jest odpowiedzialny tylko i wyłącznie za wiarę w ego. Natomiast to świadomość umysłowa (skt mano-vijñāna) spostrzega świat przedmiotów i staje się do niego przywiązana. Przyczyną tego może być to, że idealistyczni twórcy Lanki chcieli podporządkować pięć rodzajów świadomości umysłowej świadomości bez pozwolenia im na jakąkolwiek formę przedmiotowości. Jak wiemy, głównym celem idealistów jest pozbycie się zewnętrznego świata. Dlatego Lanka kładzie olbrzymi nacisk na wyeliminowanie rozróżniającego umysłu i jest to zrównane z nirwaną. Czyli mamy tu nawiązanie do rewolucji kopernikańskiej w buddyzmie jaką było zrównanie przez Nagardżunę samsary z nirwaną.
Świadomość umysłowa (działająca razem z pięcioma formami świadomości) jest także odpowiedzialna za rozróżnianie dobra i zła. I co więcej, tych sześć form świadomości jest w nieustannym ruchu zwanym chwilowością (kśanikawada). Ponieważ znajdują się one razem z umysłem (manas) w świadomości magazynującej (skt ālayavijñāna), to jest ona także chwilowa i to pomimo tego, iż jest łonem Tathagaty. Chwilowe myśli nie powinny być kojarzone z rozróżnieniami dobra i zła i dlatego idealiści Lanki zmuszeni byli do stworzenia dwu aspektów ālayi: chwilowego (skt kṣanika), który jest skalany (skt āśrava) i niechwilowego (skt akṣanika), który jest wolny od wszelkich skalań (anāśrava).
Łono Tathagaty, synonim dla nieskalanej i niechwilowej świadomości magazynującej, opisywane jest jako jasne i czyste z natury (skt prakriti-prabhāsvara-viśudddha). Ponieważ można zauważyć, iż to doprowadza koncepcję ālayavijñāny niebezpiecznie blisko do teorii o istnieniu ja (skr ātmavāda), czyli teorii heretyckiej, odpowiedź Buddy na pytanie Mahāmatiego odwołuje się do pustki. Dyskusja o tathagacie jest sama w sobie pusta, dyskusja o pustce (skt śūnyatā) także jest pusta, wszystko jest puste – oprócz tathagaty. Nawet w porównaniu do myśli Nagardżuny idealizm Lanki przedstawia absolutną formę pustki, którą przeciwnicy tej sutry, czyli therawadinowie ze Sri Lanki nazwali teorią wielkiej pustki (pali mahāsuññatavāda).
Sutra ta dokonała również podziału istot ludzkich na pięć grup: 
- uczniów Buddy
- indywidualnych Buddów (pratjekabudda)
- Tathagatów czyli bodhisattwów
- ludzi niepewnych
- oraz tych, którzy nie pragną zbawienia. W tej grupie znajdują się ci, którzy odrzucają wszystkie swoje zgromadzone zasługi i są zatem przeklęci oraz ci bodhisattwowie, którzy ślubowali niewkraczać w nirwanę dopóki nie wybawią wszystkich żyjących istot od cierpienia[11].

## Wykorzystywanie sutry we wczesnym chanie
Danych na temat wykorzystywania tej sutry we wczesnym chanie jest niezwykle mało. W biografii Huike zawartej w Xu gaoseng zhuan są do niej trzy odniesienia.
1. Najpierw mistrz dhjany [Bodhi]dharma przekazał czterozwojową Lanka[watara sutra] Huike, mówiąc: "Ta sutra jest jedyną odpowiednią dla Chin. Jeśli oprzesz swoją praktykę na niej, osiągniesz wybawienie. Huike następnie przekazał istotę sutry swoim uczniom.
2. Na końcu każdej mowy Dharmy Huike mówił "[Zrozumienie] tej sutry po czterech pokoleniach stanie się powierzchowne".
3. Dlatego mistrzowie Na i [Hui]man zawsze nosili tę czterozwojową [wersję] "Sutry Lankawatary" jak "zasadnicze [nauki] o umyśle" (chiń. xinyao)[12].

Hu Shi sugeruje, że wzmianki o tej sutrze został dopisane później, być może w tym samym czasie, gdy dodano biografię Fazhonga, który był jej propagatorem, jednym z ostatnich, w VII w.
Nie ma również bezpośredniej ewidencji, że Bodhidharma lub Huike w ogóle używali tej sutry. Z historii buddyzmu w Chinach wynika, że największy wpływ sutra ta miała w okresie studiowania She lun, a właściwie po tłumaczeniu tego tekstu w 563 r. Zainteresowanie tą sutrą było największe pod koniec VI i na początku VII w. Następnie szybko straciła na popularności. Resztki popularności zabrały jej nowe tłumaczenia tekstów jogaczary przez Xuanzanga.
Wpływ tej sutry na wczesny chan, jak również na późniejszy chan, był więc niewielki.